# Ostariophysi
Super-ordre
Les Ostariophysi sont le deuxième plus grand super-ordre de poissons osseux actinoptérygiens.
Les membres de ce super-ordre sont appelés ostariophysiens ou ostariophysaires. Ce groupe contient près de 8 000 espèces, soit environ 28 % des espèces connues de poissons dans le monde et 68 % des espèces d'eau douce, et qui sont présents sur presque tous les grands continents, sauf l'Antarctique. Ils ont un certain nombre de caractéristiques communes telles qu'une substance alarme et un appareil de Weber.
Ce groupe comprend des poissons utilisés pour l'alimentation, le sport, l'aquariophilie et la recherche.

## Liste des ordres
Selon ITIS :
- ordre des Characiformes
- ordre des Cypriniformes
- ordre des Gonorynchiformes
- ordre des Gymnotiformes
- ordre des Siluriformes